# Trail of Flowers
Trail of Flowers — четвёртый студийный альбом американской кантри-фолк-певицы и автора-исполнителя Сьерры Феррелл, выпущенный лейблом Rounder Records 22 марта 2024 года и распространяемый компанией Concord. Альбом получил положительные отзывы критиков, которые отметили смешение жанров и временных периодов, начиная с блюграссовых истоков американы, но также исследуя её производные.
Журнал Rolling Stone назвал Trail of Flowers Лучшим кантри-альбомом 2024 года, а на церемонии 67-й церемонии Грэмми он победил в категории Лучший американа-альбом.

## Композиции
В AllMusic отметили, что «голос Феррелл звучит одновременно упруго и напористо, одинаково комфортно и в беззаботном кантри-роке „Dollar Bill Bar“ — его смещённый от центра шаффл свидетельствует о боковом долге перед Grateful Dead — и в буйной мелодии на скрипке „Fox Hunt“, и в лиминальном пространстве, разделяющем эти две крайности. Феррелл плывёт по выцветшему на солнце тревелогу „Money Train“ и вздыхает вместе с „Why Haven’t You Loved Me“, не столько причитанием, сколько дневной мечтой, подходящей для дневных посиделок в див-баре. Владение Феррелл разнообразными идиомами американской музыки — она исполняет старинную „Chittlin Cookin Time in Cheatham County“ и ведёт свою группу в аппалачской песне „I Could Drive You Crazy“ — никогда не кажется броским или заученным. Скорее, Trail of Flowers выигрывает от её лёгкого и любопытного прикосновения: кажется, будто она впервые натыкается на эти традиционные звуки, открывая новые способы рассказать старые истории».
«Семь лет назад или около того моя гордость мешала мне. Я просто хотела делать это сама. Но сейчас мне приятнее и веселее писать с другими людьми».
—Феррелл о совместной работе над Trail of Flowers
В Rolling Stone отметили, что в Trail of Flowers смешаны и подчеркнуты оттенки блюграсса, фолка, корневого кантри-попа, хонки-тонка и горной музыки: «В ней смешиваются непонятные каверы времен Второй мировой войны („Chittlin’ Cookin’ Time in Cheatham County“) и социально-ориентированные остроумные ламенты („American Dreaming“) с буйным топаньем скрипки („Fox Hunt“) и некоторыми из самых запоминающихся мелодичных кантри-роутов за последние годы („I Could Drive You Crazy“). Это звук все еще восходящего таланта, загорающегося в реальном времени: „Мои старые колеса продолжают крутиться“, — поет Феррелл. „И я не могу заставить их остановиться“».

## Отзывы
| Оценки критиков | Оценки критиков |
| Источник        | Оценка          |
| --------------- | --------------- |
| AllMusic        | [ 3 ]           |
| Paste           | [ 5 ]           |

Альбом получил положительные отзывы от музыкальных журналистов.
Стивен Томас Эрлевайн из AllMusic отметил, что «пластинка может быть похожа на американскую мечту: это свободная коллекция кантри и фолка, уходящая корнями в прошлое и подмигивающая будущему, но в то же время сосредоточенная на текущем моменте».
Эндрю Сачер из BrooklynVegan похвалил музыку за сочетание ностальгии с современными музыкальными звуками и «идеальное, устойчивое сочетание тёплой, скромной, органичной внешности и написания песен, которые действительно захватывают». Эрин Осмон в своём очерке о Феррелл для The Los Angeles Times высоко оценила рост музыканта, но при этом отметила, что «свободный дух её музыки — необычная смесь старинного блюграсса, кантри, регтайма, фолка и джаза, подкреплённая её мощным вокалом, который по очереди напоминает Пэтси Клайн, Долли Партон и Бесси Смит — остаётся в основном неизменным».
В журнале No Depression Маэри Фергюсон назвала альбом «полносердечной коллекцией песен, исполненных прямо из груди». Том Уильямс в Paste поставил этому релизу 7,5 баллов из 10, заявив, что он «черпает вдохновение в джазе, блюграссе и кантри середины века, прибывая детальным, живым и нюансированным», с «очевидной харизмой этого стиля письма». В журнале Spin Стивен Дойзнер оценил этот релиз на B+, заявив, что музыка «лучше всего звучит, когда она смотрит в лицо разочарованию и безысходности, независимо от того, находит ли Феррелл причины продолжать», и что её исследование американских музыкальных стилей и культуры дополнено «поколением игроков, погружённых в олдтайм и блюграсс». В The Wall Street Journal Барри Мазор высоко оценил разнообразное происхождение музыкантов и заявил, что «эта коллекция должна остаться надолго».

### Итоговые списки критиков
| Публикация    | Ранг | Список                             | Ссылка |
| ------------- | ---- | ---------------------------------- | ------ |
| Holler        | 7    | The 25 Best Country Albums of 2024 | [ 11 ] |
| Rolling Stone | 1    | The 30 Best Country Albums of 2024 | [ 2 ]  |

## Награды и номинации
Trail of Flowers получил несколько наград на 2024 Americana Music Honors & Awards, в том числе, выиграл в категории «Album of the Year», а сама Феррелл стала «Artist of the Year».
Сьерра Феррелл победила во всех четырёх номинациях на Грэмми-2025, включая Лучший американа-альбом (Trail of Flowers), а также Лучшее исполнение в традиционных американских жанрах («Lighthouse»), Лучшее исполнение музыки американа и Лучшая песня в традиционных американских жанрах (обе за «American Dreaming»).

### Grammy Awards
| Организация   | Год  | Категория               | Результат | Ссылка |
| ------------- | ---- | ----------------------- | --------- | ------ |
| Grammy Awards | 2025 | Лучший американа-альбом | Победа    | [ 14 ] |

## Список композиций
Все песни написаны Сьеррой Феррелл, если не указано иное.
1. «American Dreaming» (Melody Walker) — 4:17
2. «Dollar Bill Bar» — 3:29
3. «Fox Hunt» — 3:18
4. «Chittlin' Cookin' Time in Cheatham County» (народная)[15] — 3:02
5. «Wish You Well» — 3:38
6. «Money Train» — 2:40
7. «I Could Drive You Crazy» — 3:36
8. «Why Haven’t You Loved Me Yet» — 2:15
9. «Rosemary» — 3:36
10. «Lighthouse» (Lindsay Lou) — 3:39
11. «I’ll Come Off the Mountain» — 1:45
12. «No Letter» — 2:21

## Чарты
Trail of Flowers достиг 106-го места в основном американском чарте Billboard 200. В Великобритании он фигурировал в семи жанровых чартах на следующих высших позициях:
- 3 в Country Artists Albums Chart
- 12 в Americana Chart
- 56 в Album Downloads Chart
- 72 в Album Sales Chart
- 84 в Physical Albums Chart
- 87 в Scottish Albums Chart